# ノグリキ駅
ノグリキ駅（ノグリキえき、ロシア語: Станция Ноглики）は、ロシア連邦サハリン州ノグリキ町にあるロシア鉄道コルサコフ-ノグリキ線の駅である。
サハリン州の最北端、ロシア連邦の最東端に位置する駅であり、コルサコフ-ノグリキ線の終点でもある。オハ・ノグリキ狭軌鉄道廃止まではオハ駅がサハリン州最北端の駅であった。

## 歴史

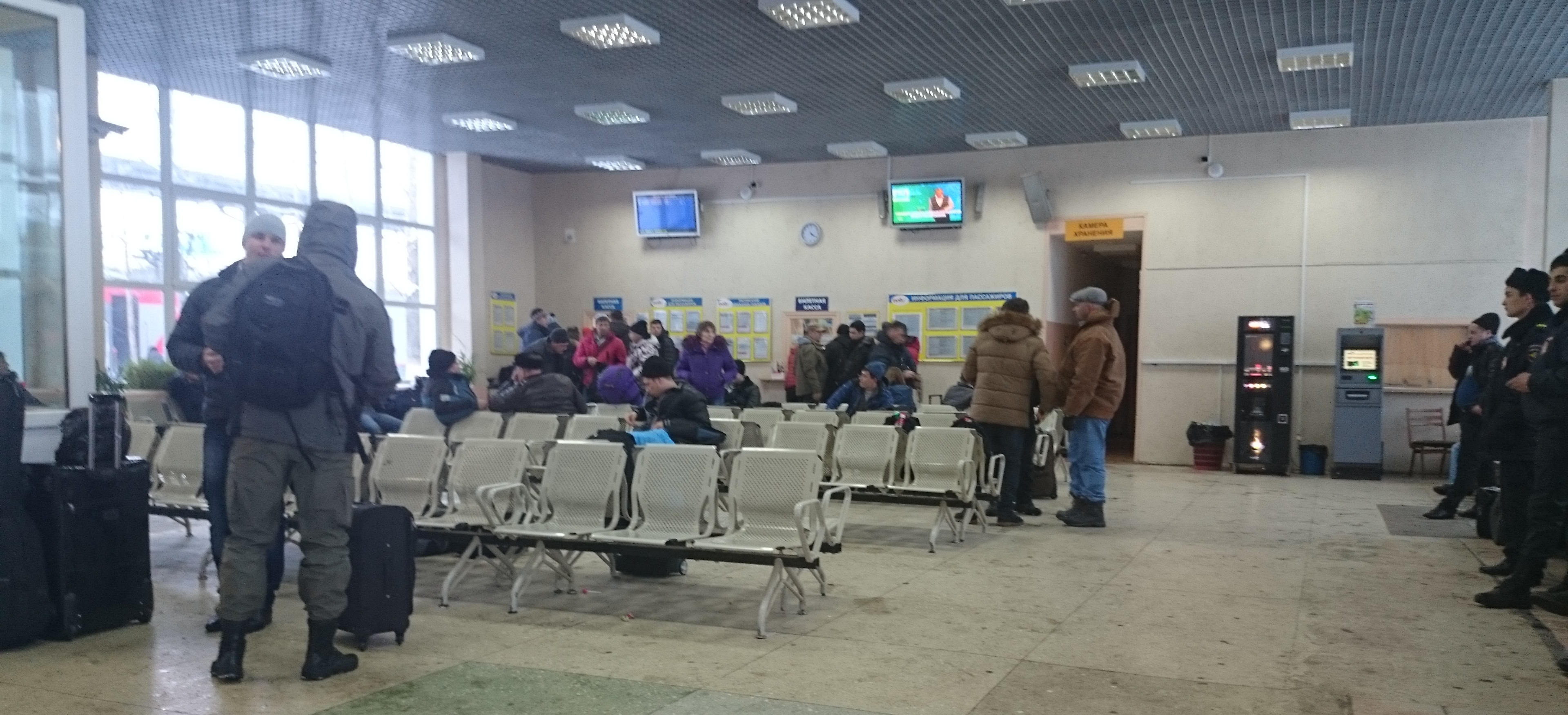
ノグリキ駅待合室（2015年）

- 1953年：オハ・ノグリキ狭軌鉄道の終端駅として開業。
- 1979年：ソ連運輸通信省コルサコフ-ノグリキ線 ティモフスク駅 - 当駅間開通でオハ・ノグリキ狭軌鉄道との接続駅となる。
- 2007年：オハ・ノグリキ狭軌鉄道廃止。

## 駅構造
プラットホームは1面4線。

## 運行状況
ユジノサハリンスク駅発の夜行長距離客車列車が2往復停車する。